# Ricardo Samper
Ricardo Samper Ibáñez (Valencia, 25 agosto 1881 – Ginevra, 27 ottobre 1938) è stato un avvocato e politico spagnolo, presidente del Consiglio dal 28 aprile al 4 ottobre 1934, esponente del Partito Repubblicano Radicale di Alejandro Lerroux.
All'inizio della guerra civile spagnola, nel luglio del 1936, Samper lasciò la Spagna per rifugiarsi in Svizzera, a Ginevra, dove morì due anni dopo.
Fu membro della Massoneria.